# Serie A1 2002-2003 (pallavolo maschile)
La Serie A1 italiana di pallavolo maschile 2002-2003 si è svolta dal 26 ottobre 2002 al 17 maggio 2003: al torneo hanno partecipato quattordici squadre di club italiane e la vittoria finale è andata per la sesta volta al Volley Treviso.

## Regolamento
Le squadre hanno disputato un girone all'italiana, con gare di andata e ritorno, per un totale di ventisei giornate; al termine della regular season:
- Le prime otto classificate hanno acceduto ai play-off scudetto, strutturati in quarti di finale, semifinali e finale, tutte giocate al meglio di tre vittorie su cinque gare.
- Le ultime due classificate sono retrocesse in Serie A2.

## Squadre partecipanti
Al campionato di Serie A1 2002-03 hanno partecipato quattordici squadre: quelle neopromosse dalla Serie A2 sono state la Pallavolo Piacenza, vincitrice del campionato, e il Perugia Volley, vincitrice dei play-off promozione; tre squadre che hanno avuto il diritto di partecipazione, ossia la Pallavolo Falconara, la Magna Grecia Volley e la Pallavolo Parma hanno rinunciato all'iscrizione: la prima ha ceduto il titolo sportivo alla Dorica Pallavolo Ancona, mentre al posto delle altre due sono state ripescate il Sempre Volley e l'Api Pallavolo Verona.
| Club            | Città       | Palazzetto                     | Stagione precedente                                |
| --------------- | ----------- | ------------------------------ | -------------------------------------------------- |
| Dorica          | Ancona      | PalaRossini Ancona             | -                                                  |
| Piemonte        | Cuneo       | PalaBreBanca Cuneo             | 6ª in Serie A1; Quarti di finale play-off scudetto |
| 4 Torri Ferrara | Ferrara     | Palazzetto dello Sport Ferrara | 8ª in Serie A1; Semifinali play-off scudetto       |
| Latina          | Latina      | PalaBianchini Latina           | 11ª in Serie A1                                    |
| Lube            | Macerata    | PalaFontescodella Macerata     | 1ª in Serie A1; Quarti di finale play-off scudetto |
| Milano          | Milano      | PalaLido Milano                | 5ª in Serie A1; Quarti di finale play-off scudetto |
| Daytona         | Modena      | PalaPanini Modena              | 4ª in Serie A1; Campione d'Italia                  |
| Gabeca          | Montichiari | PalaGeorge Montichiari         | 7ª in Serie A1; Quarti di finale play-off scudetto |
| Sempre Padova   | Padova      | PalaFabris Padova              | 13ª in Serie A1                                    |
| Piacenza        | Piacenza    | PalaFranzanti Piacenza         | 1ª in Serie A2                                     |
| Perugia         | Perugia     | PalaEvangelisti Perugia        | 2ª in Serie A2; Vincitrice play-off promozione     |
| Trentino        | Trento      | PalaTrento Trento              | 9ª in Serie A1                                     |
| Treviso         | Treviso     | PalaVerde Villorba             | 2ª in Serie A1; Finale play-off scudetto           |
| API Verona      | Verona      | PalaOlimpia Verona             | 4ª in Serie A2; Finale play-off promozione         |

## Torneo

### Regular season

#### Risultati
| Prima giornata |                      |     |                                   |
|                |                      |     |                                   |
| 27-10          | Latina-Modena        | 3-2 | 24-26, 18-25, 27-25, 25-20, 15-13 |
| 27-10          | Macerata-Ancona      | 3-0 | 25-20, 25-20, 25-17               |
| 27-10          | Perugia-Ferrara      | 2-3 | 25-20, 19-25, 22-25, 25-22, 8-15  |
| 27-10          | Piacenza-Montichiari | 2-3 | 26-24, 25-21, 22-25, 21-25, 13-15 |
| 26-10          | Trento-Milano        | 3-1 | 28-30, 25-23, 25-23, 25-17        |
| 27-10          | Treviso-Padova       | 3-0 | 25-16, 25-20, 25-21               |
| 27-10          | Verona-Cuneo         | 3-1 | 25-21, 25-19, 20-25, 25-17        |

| Seconda giornata |                    |     |                                   |
|                  |                    |     |                                   |
| 3-11             | Ancona-Treviso     | 0-3 | 22-25, 26-28, 14-25               |
| 2-11             | Cuneo-Trento       | 2-3 | 23-25, 25-21, 25-17, 24-26, 11-15 |
| 3-11             | Ferrara-Piacenza   | 3-0 | 25-21, 27-25, 25-20               |
| 3-11             | Milano-Latina      | 3-2 | 25-27, 25-12, 24-26, 25-21, 15-11 |
| 3-11             | Modena-Perugia     | 3-0 | 25-22, 25-20, 25-17               |
| 3-11             | Montichiari-Verona | 3-1 | 23-25, 25-20, 25-21, 25-17        |
| 3-11             | Padova-Macerata    | 0-3 | 16-25, 22-25, 22-25               |

| Terza giornata |                     |     |                            |
|                |                     |     |                            |
| 6-11           | Latina-Cuneo        | 3-1 | 23-25, 25-21, 32-30, 25-20 |
| 6-11           | Macerata-Ferrara    | 3-0 | 25-15, 25-21, 35-33        |
| 6-11           | Milano-Padova       | 3-0 | 25-22, 26-24, 26-24        |
| 6-11           | Perugia-Montichiari | 3-0 | 30-28, 25-23, 27-25        |
| 5-11           | Piacenza-Modena     | 0-3 | 22-25, 20-25, 22-25        |
| 6-11           | Trento-Ancona       | 3-0 | 35-33, 25-21, 30-28        |
| 6-11           | Treviso-Verona      | 3-0 | a tavolino                 |

| Quarta giornata |                      |     |                                   |
|                 |                      |     |                                   |
| 10-11           | Ancona-Latina        | 1-3 | 24-26, 25-21, 20-25, 22-25        |
| 10-11           | Cuneo-Treviso        | 0-3 | 18-25, 18-25, 10-25               |
| 9-11            | Ferrara-Milano       | 1-3 | 24-26, 32-30, 20-25, 18-25        |
| 10-11           | Montichiari-Macerata | 2-3 | 23-25, 25-19, 21-25, 25-23, 11-15 |
| 10-11           | Padova-Modena        | 0-3 | 18-25, 20-25, 23-25               |
| 9-11            | Perugia-Piacenza     | 3-2 | 21-25, 25-23, 21-25, 25-22, 15-13 |
| 10-11           | Verona-Trento        | 0-3 | 26-28, 18-25, 15-25               |

| Quinta giornata |                    |      |                                   |
|                 |                    |      |                                   |
| 17-11           | Latina-Ferrara     | 3-2  | 21-25, 25-20, 20-25, 25-22, 15-10 |
| 17-11           | Macerata-Verona    | 3-0  | a tavolino                        |
| 17-11           | Milano-Montichiari | 3-0  | 25-20, 25-22, 25-23               |
| 28-11           | Modena-Cuneo       | 3-0  | 25-20, 26-24, 25-22               |
| 16-11           | Piacenza-Ancona    | 3-2  | 22-25, 18-25, 25-17, 25-19, 15-12 |
| 17-11           | Trento-Padova      | 3-0' | 25-22, 25-21, 25-18               |
| 17-11           | Treviso-Perugia    | 3-0  | 25-22, 25-16, 25-14               |

| Sesta giornata |                    |     |                                   |
|                |                    |     |                                   |
| 20-11          | Cuneo-Milano       | 0-3 | 17-25, 14-25, 21-25               |
| 20-11          | Ferrara-Modena     | 0-3 | 20-25, 22-25, 29-31               |
| 20-11          | Montichiari-Ancona | 3-0 | 25-20, 25-19, 25-20               |
| 20-11          | Padova-Latina      | 1-3 | 20-25, 25-19, 23-25, 21-25        |
| 20-11          | Perugia-Macerata   | 2-3 | 25-20, 25-23, 19-25, 24-26, 13-15 |
| 20-11          | Trento-Treviso     | 0-3 | 23-25, 18-25, 21-25               |
| 20-11          | Verona-Piacenza    | 1-3 | 17-25, 20-25, 25-23, 22-25        |

| Settima giornata |                    |     |                                   |
|                  |                    |     |                                   |
| 24-11            | Ancona-Verona      | 1-3 | 21-25, 25-23, 19-25, 23-25        |
| 24-11            | Cuneo-Padova       | 3-1 | 24-26, 25-22, 25-22, 26-24        |
| 24-11            | Ferrara-Trento     | 3-0 | 25-21, 25-23, 25-19               |
| 24-11            | Latina-Treviso     | 2-3 | 18-25, 26-28, 25-20, 25-20, 10-15 |
| 24-11            | Macerata-Piacenza  | 2-3 | 25-22, 26-24, 26-28, 22-25, 13-15 |
| 24-11            | Milano-Perugia     | 3-1 | 25-21, 25-16, 23-25, 25-23        |
| 24-11            | Modena-Montichiari | 3-1 | 22-25, 25-20, 25-22, 25-23        |

| Ottava giornata |                     |     |                                   |
|                 |                     |     |                                   |
| 1-12            | Macerata-Milano     | 3-2 | 24-26, 25-23, 22-25, 25-18, 15-13 |
| 1-12            | Montichiari-Ferrara | 1-3 | 20-25, 16-25, 26-24, 23-25        |
| 1-12            | Perugia-Ancona      | 3-1 | 25-18, 25-22, 20-25, 25-21        |
| 1-12            | Piacenza-Cuneo      | 1-3 | 21-25, 30-28, 19-25, 17-25        |
| 1-12            | Trento-Latina       | 1-3 | 26-28, 24-26, 25-22, 22-25        |
| 30-11           | Treviso-Modena      | 3-1 | 19-25, 25-23, 25-17, 25-18        |
| 1-12            | Verona-Padova       | 3-2 | 18-25, 26-24, 25-23, 23-25, 15-9  |

| Nona giornata |                   |     |                                   |
|               |                   |     |                                   |
| 7-12          | Ancona-Ferrara    | 3-2 | 21-25, 23-25, 30-28, 25-19, 15-11 |
| 8-12          | Cuneo-Montichiari | 3-1 | 25-18, 20-25, 25-15, 27-25        |
| 8-12          | Latina-Verona     | 3-1 | 23-25, 25-18, 25-22, 25-19        |
| 8-12          | Milano-Piacenza   | 3-1 | 25-27, 25-17, 25-20, 25-16        |
| 7-12          | Modena-Trento     | 3-1 | 25-22, 30-28, 21-25, 25-17        |
| 8-12          | Padova-Perugia    | 3-0 | 25-17, 25-20, 25-23               |
| 8-12          | Treviso-Macerata  | 0-3 | 23-25, 24-26, 21-25               |

| Decima giornata |                     |     |                                   |
|                 |                     |     |                                   |
| 15-12           | Ancona-Milano       | 1-3 | 11-25, 20-25, 25-21, 19-25        |
| 15-12           | Ferrara-Padova      | 3-2 | 25-21, 24-26, 25-21, 19-25, 15-13 |
| 15-12           | Macerata-Trento     | 3-1 | 25-15, 17-25, 25-16, 25-21        |
| 15-12           | Montichiari-Treviso | 1-3 | 25-20, 18-25, 23-25, 18-25        |
| 15-12           | Perugia-Cuneo       | 3-0 | 25-22, 25-22, 25-20               |
| 15-12           | Piacenza-Latina     | 2-3 | 17-25, 25-23, 25-21, 20-25, 10-15 |
| 15-12           | Verona-Modena       | 0-3 | 19-25, 21-25, 22-25               |

| Undicesima giornata |                    |     |                                   |
|                     |                    |     |                                   |
| 22-12               | Cuneo-Ancona       | 3-1 | 25-19, 28-30, 25-21, 25-19        |
| 21-12               | Latina-Perugia     | 3-0 | 25-17, 28-26, 25-20               |
| 22-12               | Modena-Macerata    | 3-2 | 25-22, 19-25, 21-25, 25-14, 15-10 |
| 22-12               | Padova-Piacenza    | 3-1 | 25-21, 19-25, 25-21, 25-21        |
| 22-12               | Trento-Montichiari | 3-2 | 20-25, 25-23, 16-25, 25-18, 15-12 |
| 22-12               | Treviso-Milano     | 3-0 | 25-14, 25-18, 25-19               |
| 22-12               | Verona-Ferrara     | 3-1 | 25-21, 21-25, 25-19, 27-25        |

| Dodicesima giornata |                    |     |                                  |
|                     |                    |     |                                  |
| 29-12               | Ancona-Padova      | 3-1 | 25-22, 25-19, 23-25, 25-23       |
| 28-12               | Ferrara-Treviso    | 3-1 | 25-23, 25-23, 21-25, 25-19       |
| 29-12               | Macerata-Cuneo     | 1-3 | 29-27, 17-25, 20-25, 19-25       |
| 29-12               | Milano-Modena      | 3-0 | 25-19, 25-16, 25-17              |
| 28-12               | Montichiari-Latina | 3-0 | 25-22, 25-22, 25-16              |
| 29-12               | Perugia-Verona     | 3-2 | 22-25, 19-25, 25-18, 26-24, 15-9 |
| 29-12               | Piacenza-Trento    | 0-3 | 21-25, 18-25, 22-25              |

| Tredicesima giornata |                    |     |                                   |
|                      |                    |     |                                   |
| 5-1                  | Cuneo-Ferrara      | 2-3 | 25-20, 25-23, 20-25, 20-25, 6-15  |
| 5-1                  | Latina-Macerata    | 0-3 | 20-25, 17-25, 23-25               |
| 5-1                  | Modena-Ancona      | 3-0 | 25-17, 25-18, 25-19               |
| 5-1                  | Padova-Montichiari | 3-0 | 25-23, 26-24, 25-23               |
| 5-1                  | Trento-Perugia     | 3-2 | 25-21, 29-31, 23-25, 28-26, 15-12 |
| 5-1                  | Treviso-Piacenza   | 3-0 | 25-19, 34-32, 25-17               |
| 5-1                  | Verona-Milano      | 2-3 | 25-23, 25-23, 15-25, 8-25, 12-15  |

| Quattordicesima giornata |                      |     |                                   |
|                          |                      |     |                                   |
| 12-1                     | Ancona-Macerata      | 1-3 | 30-28, 17-25, 21-25, 20-25        |
| 12-1                     | Cuneo-Verona         | 3-1 | 28-26, 21-25, 25-19, 25-14        |
| 12-1                     | Ferrara-Perugia      | 3-1 | 25-20, 21-25, 25-20, 25-21        |
| 11-1                     | Milano-Trento        | 3-1 | 25-22, 25-17, 23-25, 25-22        |
| 12-1                     | Modena-Latina        | 3-2 | 23-25, 25-15, 25-21, 22-25, 15-11 |
| 12-1                     | Montichiari-Piacenza | 3-1 | 19-25, 25-22, 25-16, 25-23        |
| 12-1                     | Padova-Treviso       | 0-3 | 22-25, 22-25, 23-25               |

| Quindicesima giornata |                    |     |                                   |
|                       |                    |     |                                   |
| 18-1                  | Latina-Milano      | 3-1 | 22-25, 25-21, 31-29, 25-23        |
| 19-1                  | Macerata-Padova    | 3-0 | 25-20, 25-17, 25-21               |
| 19-1                  | Perugia-Modena     | 0-3 | 23-25, 18-25, 20-25               |
| 19-1                  | Piacenza-Ferrara   | 0-3 | 16-25, 22-25, 22-25               |
| 18-1                  | Trento-Cuneo       | 3-1 | 22-25, 25-21, 31-29, 25-23        |
| 19-1                  | Treviso-Ancona     | 3-0 | 25-20, 25-18, 25-23               |
| 19-1                  | Verona-Montichiari | 2-3 | 15-25, 21-25, 26-24, 25-23, 18-20 |

| Sedicesima giornata |                     |     |                                   |
|                     |                     |     |                                   |
| 26-1                | Ancona-Trento       | 1-3 | 15-25, 20-25, 26-24, 20-25        |
| 26-1                | Cuneo-Latina        | 3-2 | 25-21, 25-20, 25-27, 23-25, 15-12 |
| 25-1                | Ferrara-Macerata    | 2-3 | 22-25, 28-26, 23-25, 25-23, 11-15 |
| 26-1                | Modena-Piacenza     | 3-0 | 25-18, 25-20, 25-19               |
| 26-1                | Montichiari-Perugia | 0-3 | 19-25, 19-25, 23-25               |
| 26-1                | Padova-Milano       | 2-3 | 25-23, 26-24, 25-27, 18-25, 13-15 |
| 25-1                | Verona-Treviso      | 1-3 | 20-25, 25-23, 22-25, 15-25        |

| Diciassettesima giornata |                      |     |                                   |
|                          |                      |     |                                   |
| 9-2                      | Latina-Ancona        | 0-3 | 22-25, 27-29, 20-25               |
| 8-2                      | Macerata-Montichiari | 3-2 | 25-22, 20-25, 25-19, 22-25, 15-8  |
| 9-2                      | Milano-Ferrara       | 3-2 | 16-25, 25-21, 23-25, 25-20, 15-10 |
| 9-2                      | Modena-Padova        | 3-1 | 25-23, 21-25, 25-16, 25-17        |
| 8-2                      | Piacenza-Perugia     | 2-3 | 25-21, 23-25, 18-25, 26-24, 13-15 |
| 9-2                      | Trento-Verona        | 3-1 | 25-21, 25-11, 22-25, 25-23        |
| 9-2                      | Treviso-Cuneo        | 3-1 | 20-25, 25-16, 26-24, 25-22        |

| Diciottesima giornata |                    |     |                                   |
|                       |                    |     |                                   |
| 16-2                  | Ancona-Piacenza    | 2-3 | 22-25, 25-18, 20-25, 29-27, 15-12 |
| 16-2                  | Cuneo-Modena       | 3-0 | 25-21, 25-21, 25-22               |
| 16-2                  | Ferrara-Latina     | 3-2 | 22-25, 25-18, 20-25, 29-27, 15-12 |
| 15-2                  | Montichiari-Milano | 3-2 | 25-19, 22-25, 25-27, 25-16, 15-13 |
| 16-2                  | Padova-Trento      | 3-2 | 18-25, 25-23, 22-25, 25-17, 16-14 |
| 16-2                  | Perugia-Treviso    | 0-3 | 23-25, 18-25, 23-25               |
| 16-2                  | Verona-Macerata    | 2-3 | 15-25, 21-25, 25-21, 25-22, 11-15 |

| Diciannovesima giornata |                    |     |                                   |
|                         |                    |     |                                   |
| 23-2                    | Ancona-Montichiari | 3-1 | 25-20, 25-19, 22-25, 25-23        |
| 23-2                    | Latina-Padova      | 3-1 | 25-21, 25-22, 20-25, 25-22        |
| 23-2                    | Macerata-Perugia   | 3-0 | 28-26, 25-18, 25-21               |
| 23-2                    | Milano-Cuneo       | 3-2 | 25-21, 22-25, 25-23, 22-25, 15-13 |
| 23-2                    | Modena-Ferrara     | 3-1 | 25-16, 23-25, 25-20, 25-21        |
| 23-2                    | Piacenza-Verona    | 3-1 | 14-25, 34-32, 25-15, 25-22        |
| 22-2                    | Treviso-Trento     | 3-2 | 21-25, 23-25, 25-19, 25-21, 18-16 |

| Ventesima giornata |                    |     |                                   |
|                    |                    |     |                                   |
| 2-3                | Montichiari-Modena | 0-3 | 22-25, 18-25, 20-25               |
| 1-3                | Padova-Cuneo       | 2-3 | 25-21, 25-19, 18-25, 21-25, 12-25 |
| 2-3                | Perugia-Milano     | 3-0 | 25-16, 25-21, 26-24               |
| 2-3                | Piacenza-Macerata  | 3-2 | 19-25, 17-25, 25-22, 25-16, 15-13 |
| 2-3                | Trento-Ferrara     | 2-3 | 21-25, 25-18, 21-25, 25-22, 13-15 |
| 2-3                | Treviso-Latina     | 3-0 | 25-17, 25-16, 25-23               |
| 2-3                | Verona-Ancona      | 3-2 | 25-20, 24-26, 15-25, 25-23, 15-12 |

| Ventunesima giornata |                     |     |                                   |
|                      |                     |     |                                   |
| 9-3                  | Ancona-Perugia      | 1-3 | 20-25, 25-23, 15-25, 16-25        |
| 9-3                  | Cuneo-Piacenza      | 3-1 | 22-25, 25-20, 25-21, 25-22        |
| 9-3                  | Ferrara-Montichiari | 3-2 | 31-29, 25-27, 25-20, 20-25, 15-10 |
| 9-3                  | Latina-Trento       | 3-1 | 25-22, 20-25, 25-20, 25-22        |
| 8-3                  | Milano-Macerata     | 1-3 | 29-27, 23-25, 18-25, 21-25        |
| 8-3                  | Modena-Treviso      | 3-0 | 25-20, 25-19, 25-23               |
| 9-3                  | Padova-Verona       | 3-2 | 26-24, 25-19, 18-25, 24-26, 15-12 |

| Ventiduesima giornata |                   |     |                                   |
|                       |                   |     |                                   |
| 16-3                  | Ferrara-Ancona    | 3-0 | 25-19, 25-18, 25-19               |
| 11-3                  | Macerata-Treviso  | 1-3 | 16-25, 25-16, 22-25, 20-25        |
| 16-3                  | Montichiari-Cuneo | 2-3 | 25-22, 19-25, 25-21, 23-25, 13-15 |
| 16-3                  | Perugia-Padova    | 2-3 | 21-25, 21-25, 25-20, 25-14, 11-15 |
| 16-3                  | Piacenza-Milano   | 2-3 | 18-25, 23-25, 25-22, 25-22, 11-15 |
| 15-3                  | Trento-Modena     | 2-3 | 25-22, 16-25, 21-25, 25-15, 18-20 |
| 16-3                  | Verona-Latina     | 3-2 | 25-23, 22-25, 25-21, 22-25, 15-10 |

| Ventitreesima giornata |                     |     |                                   |
|                        |                     |     |                                   |
| 21-3                   | Cuneo-Perugia       | 2-3 | 23-25, 22-25, 25-21, 25-22, 10-15 |
| 21-3                   | Latina-Piacenza     | 3-1 | 25-22, 25-22, 29-31, 25-17        |
| 21-3                   | Milano-Ancona       | 3-0 | 25-14, 25-16, 25-13               |
| 18-3                   | Modena-Verona       | 3-2 | 23-25, 20-25, 25-18, 25-23, 15-12 |
| 20-3                   | Padova-Ferrara      | 3-0 | 25-21, 25-21, 25-23               |
| 21-3                   | Trento-Macerata     | 2-3 | 22-25, 25-16, 25-20, 19-25, 14-16 |
| 21-3                   | Treviso-Montichiari | 3-0 | 25-17, 25-15, 28-26               |

| Ventiquattresima giornata |                    |     |                                   |
|                           |                    |     |                                   |
| 30-3                      | Ancona-Cuneo       | 3-0 | 25-20, 27-25, 25-23               |
| 30-3                      | Ferrara-Verona     | 3-1 | 21-25, 25-19, 25-23, 25-21        |
| 30-3                      | Macerata-Modena    | 3-1 | 25-20, 25-15, 24-26, 25-22        |
| 30-3                      | Milano-Treviso     | 0-3 | 18-25, 18-25, 20-25               |
| 30-3                      | Montichiari-Trento | 1-3 | 18-25, 20-25, 27-25, 13-25        |
| 30-3                      | Perugia-Latina     | 1-3 | 20-25, 25-18, 20-25, 23-25        |
| 30-3                      | Piacenza-Padova    | 2-3 | 25-22, 19-25, 25-19, 21-25, 12-15 |

| Venticinquesima giornata |                    |     |                                   |
|                          |                    |     |                                   |
| 2-4                      | Cuneo-Macerata     | 3-1 | 25-15, 25-20, 21-25, 25-14        |
| 2-4                      | Latina-Montichiari | 1-3 | 23-25, 22-25, 25-18, 19-25        |
| 2-4                      | Modena-Milano      | 3-2 | 16-25, 22-25, 32-34               |
| 2-4                      | Padova-Ancona      | 3-1 | 25-20, 25-16, 19-25, 25-22        |
| 2-4                      | Trento-Piacenza    | 3-2 | 19-25, 25-13, 25-19, 22-25, 15-7  |
| 2-4                      | Treviso-Ferrara    | 1-3 | 22-25, 26-24, 14-25, 21-25        |
| 2-4                      | Verona-Perugia     | 2-3 | 22-25, 25-23, 22-25, 25-23, 13-15 |

| Ventiseiesima giornata |                    |     |                                   |
|                        |                    |     |                                   |
| 5-4                    | Ancona-Modena      | 2-3 | 21-25, 25-20, 25-21, 20-25, 9-15  |
| 5-4                    | Ferrara-Cuneo      | 3-0 | 25-23, 25-18, 25-23               |
| 5-4                    | Macerata-Latina    | 3-2 | 26-24, 20-25, 25-19, 20-25, 15-13 |
| 5-4                    | Milano-Verona      | 3-0 | 25-20, 27-25, 25-22               |
| 5-4                    | Montichiari-Padova | 3-2 | 27-25, 25-23, 25-27, 17-25, 15-10 |
| 5-4                    | Perugia-Trento     | 3-1 | 23-25, 25-23, 25-19, 25-21        |
| 5-4                    | Piacenza-Treviso   | 3-2 | 25-23, 28-30, 16-25, 25-22, 15-10 |

#### Classifica
| Pos. | Squadra         | Pt | G  | V  | P  | SV | SP | Ratio | PF   | PS   | Ratio |
| ---- | --------------- | -- | -- | -- | -- | -- | -- | ----- | ---- | ---- | ----- |
| 1.   | Treviso         | 62 | 26 | 21 | 5  | 67 | 21 | 3.190 | 2172 | 1844 | 1.177 |
| 2.   | Daytona         | 56 | 26 | 20 | 6  | 62 | 32 | 1.937 | 2221 | 2059 | 1.078 |
| 3.   | Lube            | 55 | 26 | 20 | 6  | 69 | 38 | 1.815 | 2425 | 2217 | 1.093 |
| 4.   | Milano          | 51 | 26 | 18 | 8  | 62 | 41 | 1.512 | 2362 | 2200 | 1.073 |
| 5.   | 4 Torri Ferrara | 46 | 26 | 16 | 10 | 59 | 47 | 1.255 | 2409 | 2346 | 1.026 |
| 6.   | Latina          | 45 | 26 | 14 | 12 | 57 | 53 | 1.075 | 2446 | 2463 | 0.993 |
| 7.   | Trentino        | 40 | 26 | 13 | 13 | 55 | 52 | 1.057 | 2430 | 2375 | 1.023 |
| 8.   | Piemonte        | 36 | 26 | 12 | 14 | 48 | 56 | 0.857 | 2337 | 2340 | 0.998 |
| 9.   | Perugia         | 35 | 26 | 12 | 14 | 47 | 55 | 0.854 | 2248 | 2291 | 0.981 |
| 10.  | Gabeca          | 28 | 26 | 9  | 17 | 43 | 62 | 0.693 | 2303 | 2384 | 0.966 |
| 11.  | Sempre Padova   | 28 | 26 | 9  | 17 | 42 | 61 | 0.688 | 2240 | 2334 | 0.959 |
| 12.  | Piacenza        | 23 | 26 | 7  | 19 | 41 | 69 | 0.594 | 2344 | 2520 | 0.930 |
| 13.  | API Verona      | 22 | 26 | 6  | 20 | 40 | 69 | 0.579 | 2182 | 2508 | 0.870 |
| 14.  | Dorica          | 18 | 26 | 5  | 21 | 32 | 67 | 0.477 | 2111 | 2349 | 0.898 |

| Qualificata ai play-off scudetto | Retrocessa in Serie A2 |

### Play-off scudetto

#### Tabellone
|  | Quarti di finale | Quarti di finale | Quarti di finale | Quarti di finale | Quarti di finale | Quarti di finale | Quarti di finale |  |  | Semifinali | Semifinali | Semifinali | Semifinali | Semifinali | Semifinali | Semifinali |   |   | Finale  | Finale  | Finale  | Finale | Finale | Finale | Finale |  |
|  |                  |                  |                  |                  |                  |                  |                  |  |  |            |            |            |            |            |            |            |   |   |         |         |         |        |        |        |        |  |
|  | 1                | Treviso          | Treviso          | Treviso          | 3                | 3                | 3                |  |  |            |            |            |            |            |            |            |   |   |         |         |         |        |        |        |        |  |
|  | 8                | Piemonte         | Piemonte         | Piemonte         | 0                | 0                | 0                |  |  | Treviso    | Treviso    | 1          | 3          | 3          | 2          | 3          |   |   |         |         |         |        |        |        |        |  |
|  | 4                | Milano           | Milano           | Milano           | 3                | 3                | 3                |  |  | Milano     | Milano     | 3          | 0          | 2          | 3          | 0          |   |   |         |         |         |        |        |        |        |  |
|  | 5                | 4 Torri Ferrara  | 4 Torri Ferrara  | 4 Torri Ferrara  | 0                | 1                | 0                |  |  |            |            |            |            |            |            |            |   |   | Treviso | Treviso | Treviso | 1      | 3      | 3      | 3      |  |
|  | 3                | Lube             | Lube             | 3                | 3                | 2                | 3                |  |  |            |            | Daytona    | Daytona    | Daytona    | 3          | 2          | 2 | 1 |         |         |         |        |        |        |        |  |
|  | 6                | Latina           | Latina           | 1                | 0                | 3                | 0                |  |  | Lube       | Lube       | 3          | 1          | 3          | 0          | 1          |   |   |         |         |         |        |        |        |        |  |
|  | 2                | Daytona          | 3                | 3                | 2                | 2                | 3                |  |  | Daytona    | Daytona    | 0          | 3          | 1          | 3          | 3          |   |   |         |         |         |        |        |        |        |  |
|  | 7                | Trentino         | 1                | 1                | 3                | 3                | 2                |  |  |            |            |            |            |            |            |            |   |   |         |         |         |        |        |        |        |  |

#### Risultati
| Quarti di finale |                 |     |                            |
|                  |                 |     |                            |
| 08-04            | Cuneo-Treviso   | 0-3 | 23-25, 17-25, 20-25        |
| 08-04            | Ferrara-Milano  | 0-3 | 16-25, 16-25, 20-25        |
| 08-04            | Trento-Modena   | 1-3 | 30-28, 23-25, 20-25, 17-25 |
| 08-04            | Latina-Macerata | 1-3 | 26-24, 27-29, 16-25, 18-25 |

| 11-04 | Treviso-Cuneo   | 3-0 | 25-20, 27-25, 30-28        |
| 11-04 | Milano-Ferrara  | 3-1 | 26-24, 23-25, 25-13, 28-26 |
| 11-04 | Modena-Trento   | 3-1 | 25-17, 23-25, 25-22, 25-19 |
| 11-04 | Macerata-Latina | 3-0 | 25-17, 25-21, 25-23        |

| 13-04 | Treviso-Cuneo   | 3-0 | 25-23, 25-19, 25-20               |
| 13-04 | Milano-Ferrara  | 3-0 | 25-13, 25-22, 25-21               |
| 13-04 | Modena-Trento   | 2-3 | 21-25, 27-29, 25-20, 25-16, 12-15 |
| 13-04 | Macerata-Latina | 2-3 | 18-25, 25-27, 26-24, 25-18, 13-15 |

| 16-04 | Trento-Modena   | 3-2 | 19-25, 25-22, 25-23, 17-25, 15-12 |
| 16-04 | Latina-Macerata | 0-3 | 20-25, 21-25, 19-25               |

| 19-04 | Modena-Trento | 3-2 | 23-25, 25-17, 25-23, 17-25, 15-10 |

| Semifinali |                 |     |                            |
|            |                 |     |                            |
| 23-04      | Milano-Treviso  | 3-1 | 25-22, 25-22, 22-25, 25-21 |
| 23-04      | Macerata-Modena | 3-0 | 25-18, 25-21, 25-22        |

| 26-04 | Treviso-Milano  | 3-0 | 25-21, 25-23, 25-18        |
| 26-04 | Modena-Macerata | 3-1 | 21-25, 25-11, 25-20, 25-20 |

| 28-04 | Treviso-Milano  | 3-2 | 18-25, 32-30, 20-25, 25-20, 15-11 |
| 28-04 | Modena-Macerata | 1-3 | 25-23, 23-25, 23-25, 19-25        |

| 01-05 | Milano-Treviso  | 3-2 | 25-17, 26-24, 27-29, 24-26, 15-8 |
| 01-05 | Macerata-Modena | 0-3 | 22-25, 20-25, 13-25              |

| 04-05 | Treviso-Milano  | 3-0 | 32-30, 25-22, 25-22        |
| 04-05 | Modena-Macerata | 3-1 | 25-23, 19-25, 25-19, 25-23 |

| Finale |                |     |                                   |
|        |                |     |                                   |
| 07-05  | Modena-Treviso | 3-1 | 25-23, 23-25, 25-23, 25-19        |
| 10-05  | Treviso-Modena | 3-2 | 29-31, 19-25, 25-16, 25-23, 15-13 |
| 13-05  | Treviso-Modena | 3-2 | 22-25, 25-23, 23-25, 25-22, 15-10 |
| 17-05  | Modena-Treviso | 1-3 | 21-25, 16-25, 25-20, 23-25        |

## Verdetti
- Treviso Campione d'Italia 2002-03 e qualificata alla Champions League 2003-04.
- Lube qualificata alla Champions League 2003-04.
- Daytona,  Milano e  4 Torri Ferrara qualificate alla Coppa CEV 2003-04.
- API Verona e  Dorica retrocesse in Serie A2 2003-04.

## Statistiche
| Rendimento individuale | Rendimento individuale | Rendimento individuale | Rendimento individuale |
| Pos.                   | Nome                   | Punti                  | Squadra                |
| ---------------------- | ---------------------- | ---------------------- | ---------------------- |
| 1                      | Francesco Biribanti    | 555                    | Latina                 |
| 2                      | Richard Schuil         | 480                    | Sempre Padova          |
| 3                      | Mauro Gavotto          | 470                    | Piacenza               |
| 4                      | Vencislav Simeonov     | 438                    | Piemonte               |
| 5                      | Michał Łasko           | 436                    | API Verona             |
| 6                      | Ivan Miljković         | 420                    | Lube                   |
| 7                      | Roman Jakovlev         | 410                    | Daytona                |
| 8                      | Marcos Milinković      | 408                    | Milano                 |
| 9                      | Cristian Savani        | 403                    | Gabeca                 |
| 10                     | Wout Wijsmans          | 402                    | Lube                   |

| Attacchi vincenti | Attacchi vincenti   | Attacchi vincenti | Attacchi vincenti |
| Pos.              | Nome                | Punti             | Squadra           |
| ----------------- | ------------------- | ----------------- | ----------------- |
| 1                 | Francesco Biribanti | 477               | Latina            |
| 2                 | Mauro Gavotto       | 424               | Piacenza          |
| 3                 | Richard Schuil      | 413               | Sempre Padova     |
| 4                 | Michał Łasko        | 371               | API Verona        |
| 5                 | Leondino Giombini   | 360               | Dorica            |
| 6                 | Roman Jakovlev      | 355               | Daytona           |
| 6                 | Marcos Milinković   | 355               | Milano            |
| 6                 | Stanislav Dinejkin  | 355               | Treviso           |
| 9                 | Ivan Miljković      | 352               | Lube              |
| 10                | Vencislav Simeonov  | 351               | Piemonte          |

| Muri vincenti | Muri vincenti     | Muri vincenti | Muri vincenti   |
| Pos.          | Nome              | Punti         | Squadra         |
| ------------- | ----------------- | ------------- | --------------- |
| 1             | Luigi Mastrangelo | 93            | Lube            |
| 2             | Stefan Hübner     | 89            | Gabeca          |
| 3             | Paolo Cozzi       | 87            | Milano          |
| 4             | Gustavo Endres    | 78            | 4 Torri Ferrara |
| 5             | Lorenzo Cavallini | 76            | Sempre Padova   |
| 6             | Alessandro Fei    | 75            | Treviso         |
| 7             | Massimo Botti     | 71            | Piacenza        |
| 8             | Aleksej Kazakov   | 66            | Trentino        |
| 9             | Martin Lébl       | 75            | Perugia         |
| 10            | Andrija Gerić     | 61            | Latina          |
| 10            | Maikel Cardona    | 61            | Piemonte        |

| Battute vincenti | Battute vincenti    | Battute vincenti | Battute vincenti |
| Pos.             | Nome                | Punti            | Squadra          |
| ---------------- | ------------------- | ---------------- | ---------------- |
| 1                | Dömötör Mészáros    | 53               | Trentino         |
| 2                | Vencislav Simeonov  | 44               | Piemonte         |
| 3                | Francesco Biribanti | 40               | Latina           |
| 4                | Semën Poltavskij    | 36               | Gabeca           |
| 5                | Nikola Grbić        | 34               | Milano           |
| 5                | Luigi Mastrangelo   | 34               | Lube             |
| 7                | Wout Wijsmans       | 33               | Lube             |
| 8                | Alessandro Fei      | 32               | Treviso          |
| 9                | Ivan Miljković      | 31               | Lube             |
| 9                | Richard Schuil      | 31               | Sempre Padova    |

| Ricezioni perfette | Ricezioni perfette   | Ricezioni perfette | Ricezioni perfette |
| Pos.               | Nome                 | Punti              | Squadra            |
| ------------------ | -------------------- | ------------------ | ------------------ |
| 1                  | Maurizio Latelli     | 530                | Piacenza           |
| 2                  | Alessandro Trimarchi | 529                | Latina             |
| 3                  | Gianni Mascagna      | 469                | Dorica             |
| 4                  | Guido Görtzen        | 433                | Perugia            |
| 5                  | Daniele Vergnaghi    | 387                | Milano             |
| 6                  | Riccardo Fenili      | 382                | API Verona         |
| 7                  | Maurizio Vianello    | 375                | Sempre Padova      |
| 8                  | Pietro Rinaldi       | 346                | Piemonte           |
| 9                  | Cristian Casoli      | 342                | Piemonte           |
| 10                 | Gianluca Saraceni    | 328                | Gabeca             |

NB: I dati sono riferiti esclusivamente alla regular season.